# 쥐덫 (소설)

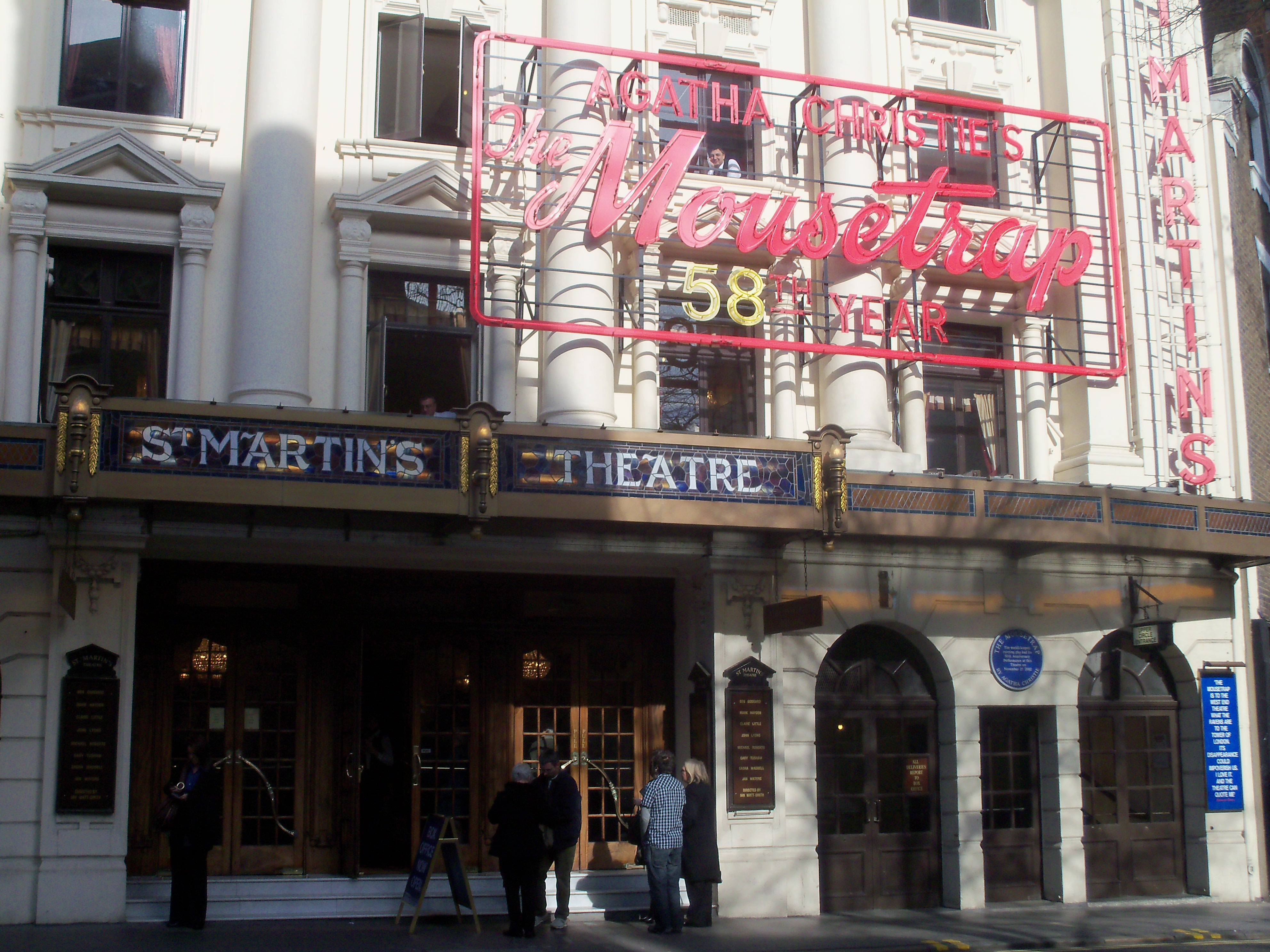
쥐덫이 공연되고 있는 런던 코번트 가든의 세인트 마틴 극장(2010년 3월 16일)

《쥐덫》(The Mousetrap)은 영국의 추리작가 애거사 크리스티의 단편 소설 및 동명의 희곡을 원작으로 한 연극이다. 크리스티 소설에서 흔히 사용되는 고립 상황을 이용한 작품이다.
1947년 BBC 라디오가 영국 왕대비 테크의 메리의 80세 생일을 축하하기 위해 라디오 드라마로 듣고 싶은 작품이 있냐고 묻자 왕대비는 애거서 크리스티라고 대답했다. 크리스티는 왕대비의 주문으로 1주일만에 쓴 이 라디오 드라마용 작품 <세 마리의 눈먼 생쥐>(Three Blind Mice)를 1950년 단편소설로 고쳐 썼고 이듬해에 다시 희곡으로 수정했다. 희곡은 1952년 10월 6일 노팅엄 로열 극장에서 초연되어 같은 해 11월 25일부터 런던 앰배서더 극장에서 60년째 공연 중이다. 1974년 3월 25일 공연 장소를 세인트 마틴 극장으로 옮겼을 뿐 세계 공연 사상 가장 오랫동안 롱런하고 있는 작품이다. 11년간 같은 배역을 4575회 맡아 기네스북에 오른 배우 가 있는가 하면 60년 동안 변함없이 무대에 오른 소품 등 수많은 기록을 가지고 있다. 1957년에는 윈스턴 처칠이, 2002년에는 엘리자베스 2세가 관람했으며 존 메이저 전 영국 총리는 1992년 40주년 파티에 참석해 이 작품에 대해 "영국이 어떤 나라인지, 영국인이 무엇을 할 수 있는지를 보여줬다."고 말했다.

## 줄거리
결혼한 지 얼마 되지 않은 부부 몰리와 자일즈는 친척에게서 물려받은 집으로 하숙집 몽크스웰 장을 새로 개업한다. 런던에서 중년 여성이 살해되었고 범인은 잡히지 않았다는 소식이 들려오는 가운데, 젊은 건축가 크리스토퍼 렌을 비롯해 여러 투숙객들이 차례차례 찾아와 짐을 푼다. 날씨가 점점 악화되어 예정에 없던 손님이 폭설 속에 묵을 곳을 찾아 몽크스웰 장에 오는 등, 하숙집은 눈보라로 인해 고립되고 만다. 다음날 오후 몰리는 경찰로부터 그 집에 형사를 보냈다는 전화를 받게 되고, 몽크스웰 장에 나타난 트로터 형사의 존재에 몰리 부부는 물론 손님들도 불안한 기색을 보인다. 트로터 형사는 투숙객들 중에 런던에서 일어난 살인 사건의 범인이 있다고 말한다.

## 등장인물
- 몰리: 몽크스웰 장의 여주인.
- 자일즈: 몰리의 남편.
- 크리스토퍼 렌: 몽크스웰 장의 하숙인, 활발한 성품의 괴짜 건축가.
- 보일 부인: 몽크스웰 장의 하숙인, 몸집이 크고 불평불만 투성이인 중년 여성.
- 메트카프 소령: 몽크스웰 장의 하숙인, 중년의 퇴역 장교.
- 케이스웰 양: 몽크스웰 장의 하숙인[4]
- 파라비치니 씨: 폭설로 인해 갑자기 몽크스웰 장을 찾아온 외국인 남성.
- 트로터 형사: 스키를 타고 몽크스웰 장에 나타난 젊은 경찰.

## 한국어판

### 소설
- 《쥐덫/커어튼》 홍순범 역, 문학출판사, 1976, ISBN 2002217000215
- 《쥐덫》 문수경 역, 풍림출판사, 1985, ISBN 2006995001242
- 《쥐덫》 유명우 역, 해문출판사, 1991, ISBN 8938202380
- 《쥐덫》 김영권 역, 글동산, 1994, ISBN 8979236026
- 《쥐덫》 조민숙 역, 가교, 1994, ISBN 2000092000252
- 《쥐덫》 이기원 역, 유진, 1998, ISBN 8972582352
- 《쥐덫》 YBM(SISA) 편집부 역, 시사영어사, 2001, ISBN 8917161782
- 《쥐덫》 유명우 역, 해문출판사, 2002, ISBN 8938201031
- 《쥐덫》 황종호 역, 동서문화사, 2003, ISBN 8949701146
- 《애거서 크리스티 전집15 (쥐덫) 김남주 역, 황금가지, 2004, ISBN 8982737154